# Jessica Wittner
Jessica Wittner (15 de março de 1983) é uma Comandante Tenente da Marinha dos Estados Unidos e astronauta da NASA.

## Biografia
Wittner é um nativa da Califórnia com uma distinta carreira em serviço ativo como aviadora naval e piloto experimental. Ela é bacharel em engenharia aeroespacial pela Universidade do Arizona, e tem mestrado em engenharia aeroespacial pela Escola de Pós-Graduação Naval dos EUA. Wittner foi comissionada como oficial naval através de um programa de alistamento e serviu operacionalmente voando caças F/A-18 com a Esquadrilha de Caças de Ataque 34 em Virginia Beach, Virginia, e a Esquadrilha de Caças de Ataque 151 em Lemoore, Califórnia. Formada pela Escola de Pilotos Experimentais Navais dos EUA, ela também trabalhou como piloto experimental e oficial de projeto com a Esquadrilha de Avaliação e Teste Aéreo 31 no Lago China, Califórnia. Em 6 de dezembro de 2021, Wittner foi formalmente anunciada como candidata a astronauta da NASA com o Grupo 23 de Astronautas da NASA. No dia 5 de março de 2024, foi oficializada como astronauta da NASA.